# Vincenzo Frungillo
Vincenzo Frungillo (Napoli, 16 febbraio 1973) è un poeta italiano.

## Biografia
Cresce nella città di Napoli diplomandosi al Liceo scientifico Renato Caccioppoli. Si laurea in filosofia teoretica con una tesi su Martin Heidegger, discutendola nel 1998 con il filosofo e poeta Eugenio Mazzarella. Nel 2001 consegue il dottorato in filosofia teoretica presso l'Università Federico II di Napoli. Verso la fine degli anni Novanta pubblica i suoi primi articoli e saggi filosofici e le sue prime poesie su riviste nazionali (nel 1998 compare un suo poemetto sulla rivista "Galleria", fondata nel 1949 da Leonardo Sciascia).
Nel 2002 si trasferisce a Milano dove insegna Italiano e Storia, per poi tornare a Napoli nel 2022.
Il libro Ogni cinque bracciate. Poema in cinque canti, composto tra il 2002 e il 2006, esplora eventi collettivi dell'Europa centrale in relazione ai corpi e alle vicende individuali dei personaggi. Il poema racconta in ottave la storia della squadra femminile di nuoto della DDR che vinse molteplici medaglie durante le Olimpiadi di Mosca del 1980. Dopo la caduta del muro di Berlino, la storia delle nuotatrici è tornata alla cronaca a causa delle conseguenze nefaste che ebbe sul corpo delle atlete il doping di Stato perpetrato durante gli anni della guerra fredda. Altri personaggi storici che compaiono nei suoi pometti sono il pastorello francese Stephan protagonista della "crociata dei fanciulli" del 1212, il poeta Lucrezio, Epaminonda, ultimo paziente del lebbrosario di Spinalonga.

## Opere (parziale)

### Poesia
- Fanciulli sulla via maestra, (con nota di Milo De Angelis e prefazione di Eugenio Mazzarella), Palomar, Bari, 2002
- Ogni cinque bracciate. Un estratto, cofanetto con illustrazioni di Enzo Cucchi, Fondazione Cassa di risparmio di Modena, edizioni a cura di Nanni Balestrini ed Emilio Mazzoli, Modena, 2007
- Ogni cinque bracciate. Poema in cinque canti, (con prefazione di Elio Pagliarani, postfazione di Milo De Angelis e nota di Andrea Cortellessa), Le Lettere, Firenze, 2009[5]
- Il cane di Pavlov. Resoconto di una perizia, Edizioni d'If, Napoli, 2013[6]
- Le pause della serie evolutiva, Oedipus Edizioni, Salerno, 2016[7]
- Prime scene di caccia e di morte, Zacinto Edizioni, Milano, 2021
- Gli immortali, edizione italiana e francese, Ilfilodipartenope, Napoli, 2023
- Cani, gatti, topi vegliano sulle necropoli, Valigie rosse edizioni, Livorno, 2024
- La luce dell'eclissi, La vita Felice, Milano, 2025

In volumi collettivi
- Poesie dell'inizio del mondo, (a cura di Nanni Balestrini) DeriveApprodi, Roma, 2007
- Il miele del silenzio. Antologia della giovane poesia italiana, (a cura di Giancarlo Pontiggia), Interlinea edizioni, Novara, 2009

- Meccanica pesante, in Poesia contemporanea. Undicesimo quaderno italiano, (a cura di Franco Buffoni), Marcos y Marcos, Milano, 2012
- Terre straniere, in Registro di poesia #5, (a cura di Cecilia Bello Minciacchi), Edizioni d'If, Napoli, 2012
- La fine di Lucrezio, in La fisica delle cose. Dieci riscritture da Lucrezio, (a cura di Giancarlo Alfano), Giulio Perrone edizioni, Roma, 2013
- Zona est, in La disarmata, (a cura di autori vari, con postfazione di Elio Grasso), Edizioni CFR di Gianmario Lucini, Piateda (SO), 2014
- Poesie dell'Italia contemporanea. 1971-2021, (a cura di Tommaso Di Dio), il Saggiatore, Milano, 2023

### Saggi
- Il luogo delle forze. Lo spazio della poesia nel tempo della dispersione, (con disegni di Francesco Balsamo), Carteggi Letterari le edizioni, Messina, 2017[8]
- Il rischio e la perdita. Su identità e linguaggio in Martin Heidegger, Mimesis edizioni, Milano, 2022

In volumi collettivi
- Selbst e perdita di Selbst in M. Heidegger, presso Atti dell’Accademia di Scienze Morali e Politiche, volume CXIII, Napoli, 2002, pp.183-205.
- Decisione politica e riduzione di vita in M. Heidegger, in Biopolitiche, Sellino editore, Avellino, 2006.

### Drammaturgie
- Il cane di Pavlov. Un monologo, in Il Premio Fersen. Ottava edizione, Editoria&Spettacolo edizioni, Spoleto (PG), 2012, pp. 187-208
- Spinalonga. Una drammaturgia sulla corruzione, (con tavole di Davide Racca), Zona contemporanea, Lavagna (GE), 2016[9]

### Narrativa
- Un nome in meno, Ensemble editore, Roma, 2019[10][11]

#### Spettacoli
- Recital di Viviana Nicodemo da Ogni cinque bracciate di Vincenzo Frungillo, nell'ambito della rassegna Il lungo respiro del verso a cura di Milo De Angelis, Palazzina Liberty di Milano, aprile 2012[12]
- Recital di Viviana Nicodemo da Il cane di Pavlov di Vincenzo Frungillo, nell'ambito della rassegna Poeti in scena a cura di Milo De Angelis, Palazzina Liberty di Milano, aprile 2014[13]
- Ogni cinque bracciate, tratto dall'omonimo poema di Vincenzo Frungillo, regia di Claudio Di Palma con le voci di Anna Ferzetti e Fabrizia Sacchi e le musiche di Annalisa Madonna e i Coma Berenices, nell'ambito della rassegna Campania teatro festival, 2022[14]

## Premi
- 2002, vincitore Premio Periferie per Fanciulli sulla via maestra, ricevuto da Michele Sovente, Napoli
- 2007, finalista Premio Delfini, per Ogni cinque bracciate. Un estratto, Modena
- 2012, vincitore Premio Fersen per la drammaturgia, ottava edizione, sezione monologhi, per Il cane di Pavlov, Milano
- 2013, vincitore Premio Russo-Mazzacurati per Il cane di Pavlov. Resoconto di una perizia, Napoli
- 2021, vincitore Premio Internazionale Città di Como per Prime scene di caccia e di morte, Como[15]
- 2024, vincitore Premio Ciampi poesia, per Cani, gatti, topi vegliano sulle necropoli, Livorno